# Schlitzie
Schlitzie, pseudonimo di Simon Metz, legalmente conosciuto come Schlitze Surtees (New York, 10 settembre 1901 – Los Angeles, 24 settembre 1971), è stato uno showman e attore statunitense.

## Biografia
Non si conosce il vero nome di battesimo di Schlitzie, né luogo e data di nascita o nome dei genitori; il suo certificato di morte stabilisce che sia nato il 10 settembre 1901, nel quartiere Bronx di New York. Alcune fonti indicano che sia nato a Santa Fe, nel Nuovo Messico, mentre le voci che lo danno nato nello Yucatàn sono da considerarsi false, dovute al fatto che a volte sia stato presentato al pubblico col nome di "Maggie, l'ultima bambina azteca". La carenza di informazioni è dovuta ai continui passaggi di proprietà di Schlitzie, durante i quali i suoi documenti ufficiali sono andati perduti.
Affetto da una microcefalia che gli comportava un forte ritardo mentale (aveva un'età mentale pari a quella di un bimbo di tre anni), sapeva tuttavia cantare, ballare e contare fino a dieci, riuscendo persino a imitare il tono del regista Tod Browning nelle riprese di Freaks.
Nonostante fosse un uomo, era solito portare vestiti femminili; ciò era dovuto al fatto che così gli fosse più comodo espletare le sue funzioni corporali.

### Carriera
Nell'ambiente dei circhi e delle fiere, i microcefali venivano presentati come "pinhead" o "anello mancante tra l'uomo e la bestia", e Schlitzie nello specifico veniva presentato come "Maggie, l'ultima degli Aztechi", "La ragazza scimmia", o "Cos'è questo?".
Schlitzie era spesso vestito da femmina e presentato come donna o essere androgino per aggiungere mistero al suo aspetto insolito. Coloro che lo conoscevano usavano alternativamente pronomi maschili e femminili per rivolgersi a lui. La sua incontinenza urinaria, che lo obbligava a indossare pannolini, gli rese pratico l'indossare ampie gonne. Alcune fonti affermano la possibilità che l'incontinenza si sia sviluppata solo più tardi nel corso della sua vita e fosse semplicemente un effetto collaterale dell’età.
Nel corso degli anni venti e trenta lavorò in vari circhi, inclusi Ringling Bros. and Barnum & Bailey Circus, Clyde Beatty Circus, Tom Mix Circus, Crafts 20 Big Shows, e Foley & Burke Carnival, acquisendo una discreta fama. Nel 1928 debuttò al cinema in The Sideshow, un film drammatico sull'ambiente circense.

#### Freakse altri lavori
Schlitzie interpretò il suo ruolo più celebre nel film Freaks di Tod Browning nel 1932. Come The Sideshow, Freaks era ambientato in un circo itinerante con la presenza di vari "fenomeni da baraccone". Nel film Schlitzie ha una breve scena di (inintelleggibile) dialogo con l'attore Wallace Ford. Due altri "pinhead" appaiono nel film. Quando si riferiscono a Schlitzie, gli altri attori utilizzano dei pronomi femminili. Quando Freaks uscì nelle sale nel 1932, il pubblico rimase scandalizzato dall'apparizione di persone affette da vere deformità. Il Regno Unito mise al bando il film per trent'anni. Freaks fu un fallimento commerciale, e Browning, anche se girò svariati altri film per la MGM, si ritirò nel 1940.
Successivamente Schlitzie apparve in altri piccoli ruoli in varie pellicole e viene accreditato come attore nel film Tomorrow's Children del 1934 nella parte di un criminale affetto da ritardo mentale che viene sottoposto a sterilizzazione forzata. Mentre Schlitzie si esibiva presso il Tom Mix Circus nel 1935, George Surtees, un addestratore di scimpanzé che lavorava nello show, lo adottò, diventando il suo tutore legale. Nel 1941 Schlitzie apparve per l'ultima volta al cinema nel ruolo di "Princess Bibi", un fenomeno da baraccone, in Meet Boston Blackie.

### Ospedalizzazione
Dietro la tutela di George Surtees, Schlitzie continuò ad esibirsi nei circhi; quando Surtees morì nel 1965, sua figlia, che non lavorava nello show business, mise Schlitzie in un ricovero nella contea di Los Angeles. Schlitzie rimase nell'ospizio per qualche tempo fino a quando fu riconosciuto dal "mangiatore di spade" Bill "Frenchy" Unks, che fuori stagione lavorava nell'ospedale. Secondo Unks, a Schlitzie sembrava mancare il mondo circense e delle fiere, e rimanere lontano dal pubblico lo rendeva depresso. La direzione dell'istituto stabilì che la migliore cura per Schlitzie sarebbe stata quella di renderlo un dipendente del datore di lavoro di Unks, lo showman Sam Alexander, e di riportarlo nel mondo dello spettacolo, dove rimase fino al 1968.

### Ultimi anni
Nei suoi ultimi anni, Schlitzie visse a Los Angeles, esibendosi occasionalmente in varie fiere e circhi sia localmente che internazionalmente (si esibì di frequente alle Hawaii e a Londra, e la sua ultima apparizione di rilievo fu nel 1968 al Dobritch International Circus nella Los Angeles Sports Arena). Schlitzie trascorse gli ultimi giorni della sua vita a Santa Monica Boulevard. Gli piaceva andare nel MacArthur Park su Alvarado Street e sul Wilshire Boulevard, dove andava a vedere il laghetto e dava da mangiare ai piccioni e alle anatre.

### Morte
Il 24 settembre 1971, all'età di 70 anni, Schlitzie morì nella casa di cura Fountain View Convalescent Home, a causa di una broncopolmonite. Sul certificato di morte venne indicato come nominativo ufficiale "Shlitze Surtees" e come data di nascita il 10 settembre 1901. Schlitzie fu sepolto nel Queen of Heaven Cemetery di Rowland Heights, California.

## Filmografia
| Anno | Titolo                                             | Ruolo                          | Note            |
| ---- | -------------------------------------------------- | ------------------------------ | --------------- |
| 1928 | The Sideshow                                       | Tipo strano                    | Non accreditato |
| 1932 | Freaks                                             | Pin Head                       |                 |
| 1932 | L'isola delle anime perdute (Island of Lost Souls) | Uomo-animale peloso            | Non accreditato |
| 1934 | Tomorrow's Children                                | Paziente                       |                 |
| 1941 | Meet Boston Blackie                                | Princess Betsy / donna uccello | Non accreditato |

## Influenza nella cultura popolare
- Nel 2012 ispira il ruolo di Pepper nella seconda stagione della serie statunitense creata da Ryan Murphy: American Horror Story: Asylum. Torna poi nella quarta stagione della stessa serie, interpretata sempre da Naomi Grossman.
- Schlitzie ha ispirato al gruppo punk Ramones la canzone Pinhead, in cui il testo «Gabba gabba hey, we accept you we accept you one of us» riprende una frase tratta dal film Freaks. In molti video e concerti dei Ramones è presente un "pinhead" Schlitzie.
- Il personaggio di Bertram nel videogame Red Dead Redemption 2 è ispirato a Schlitzie.